# 旧铺镇
旧铺镇，是中华人民共和国江苏省淮安市盱眙县下辖的一个乡镇级行政单位。2018年7月撤消，并入黄花塘镇。

## 行政区划
旧铺镇下辖以下地区：
旧铺社区、大字营村、焦山村、马桥村、民田村、新铺村、张洪村、郑盘村、千棵柳村、好汉村、时集村、人民村和雨山村。